# NatureScot
NatureScot (également nommé en anglais Scottish Natural Heritage, en gaélique écossais Dualchas Nàdair na h-Alba), est un organisme public écossais chargé de la protection, de l'étude et de la promotion du patrimoine naturel.
NatureScot travaille à la protection des milieux et habitats naturels, des espèces vivantes et de la biodiversité en général, incluant la diversité génétique des espèces. 
Il promeut aussi une gestion restauratoire qui peut s'appuyer si nécessaire sur des plans de restauration et des programmes de réintroductions ainsi que sur une gestion restauratoire visant à retrouver le bon état écologique des milieux, aquatiques notamment (avec par exemple la réintroduction du Castor européen, préparée depuis 1995 et précédée d'étude paléontologiques et morphométriques (qui ont montré que les crânes fossiles des castors qui vivaient autrefois en Écosse ressemblaient le plus à ceux des castors scandinaves et d'écologie rétrospective et paléontologiques sur cette espèce disparue depuis plusieurs siècles des îles Britanniques,.